# 岩淵辰雄

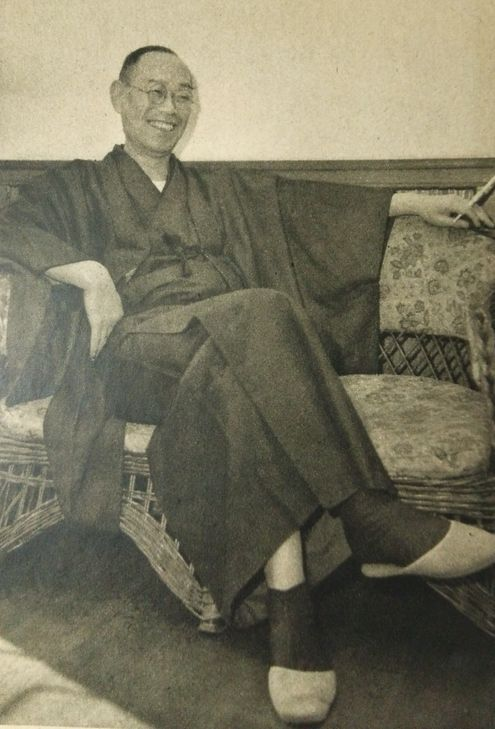
1954年

岩淵 辰雄（いわぶち たつお、1892年1月10日 - 1975年6月6日）は、日本のジャーナリスト、政治評論家。

## 経歴

### 生い立ちからジャーナリスト時代まで
宮城県出身。早稲田大学文科を中退。1928年から自由通信社、国民新聞、読売新聞、東京日日新聞の政治記者。その後は政治評論家として雑誌『中央公論』・『改造』で執筆活動を行った。国民新聞時代以来、馬場恒吾に師事した。
岩淵は1936年3月から反統制派の新聞記者として知られていた。その年彼は憲兵隊に呼ばれ、2・26事件をめぐる状況や、統制派の中国侵略計画について批判的な記事を書くことを禁じられた。同年9月までには、彼は中国は華北において対日長期消耗戦を行う用意があると確信するようになり、1937年には、近衛文麿に説いて総理就任を固辞させ、日本の侵略の責任をまともに軍部に負わせようとしたが、果たせなかった。その一方で岩淵は早くから皇道派を使って統制派を追放することを唱え続けていた。彼の見るところ、皇道派は陸軍内部で主な対抗派閥であるばかりでなく、軍は政治に関与せずの原則を掲げ、かつ反ソ反共思想であるという点で、彼と同じく「自由主義的」価値観を持っていた。

### 終戦工作への関与から憲法研究会まで
太平洋戦争末期の1945年初め、岩淵は近衛や吉田茂を中心とした、いわゆる「ヨハンセングループ（吉田反戦グループ）」による早期終戦の和平工作に参加して「近衛上奏文」の草稿作成に関与した。彼はこのグループ内で最も活動的な工作者として皆を励まし引っ張っていく役回りであり、このため同年4月に吉田茂・殖田俊吉とともに憲兵隊に逮捕された（このさい憲兵からは「イワン」の暗号名で呼ばれていた）ものの、その後釈放された。
敗戦直後の時期の岩淵は舞台裏でなにがしかの政治的影響力を用いた。その一つが憲法改正（新憲法制定）への関与であり、日本人による自主的な憲法改正をめざしていた岩淵は、まず近衛に憲法改正案を作成するよう説得した。しかし彼の案が保守的内容であったことに失望し、11月、高野岩三郎を中心とする憲法研究会に参加、民間からの改正案作成に従事することとなった。彼の改憲構想は天皇から大権を除去して国民主権を実現し天皇は象徴的存在にとどめるというもので、同年末、研究会はその案を盛り込んだ「憲法草案要綱」を発表した（その後「要綱」は、これを入手したGHQによって検討され「マッカーサー草案」の内容に影響を及ぼした）。その一方で岩淵は行政機構に民間人を採用するよう新聞などで提言した。
1945年（昭和20年）11月1日に発行された雑誌『新生』に寄稿。この原稿料は1枚100円、コメや肉付きという待遇であった。

### 読売新聞への復帰以後
翌1946年7月17日には貴族院勅選議員に選ばれるとともに読売新聞に復帰し主筆になる。同議員を交友倶楽部に所属して1947年5月2日の貴族院廃止まで在任。その後友愛で有名な『自由と人生』の出版を働きかけ、関西に旅行しようとする鳩山を三木武吉に引き合わせるなど鳩山一郎のブレーンとなって、第1次鳩山内閣の実現に力を尽くした。原子力基本法にも深く関わっており、三木に中曽根康弘の抜擢を後押ししたとされ、科学技術庁の顧問を務めた。1962年国鉄理事。1965年、勲一等瑞宝章。1975年に死去（享年83）。

## 著書
- 「屑屋政談_随筆」(1940年)
- 「重臣論」(1941年)
- 「敗るゝ日まで」(1946年)
- 「対支外交史論」(1946年)
- 「政界五十年史」(1947年)
- 「軍閥の系譜」(1948年)
- 「今日の政党」(1949年)
- 「犬養毅」(1958年)